# Macrorrhinia aureofasciella
Macrorrhinia aureofasciella är en fjärilsart som beskrevs av Émile Louis Ragonot 1887. Macrorrhinia aureofasciella ingår i släktet Macrorrhinia och familjen mott. Inga underarter finns listade i Catalogue of Life.